# Kreuzerhöhungskirche (Strzelin)

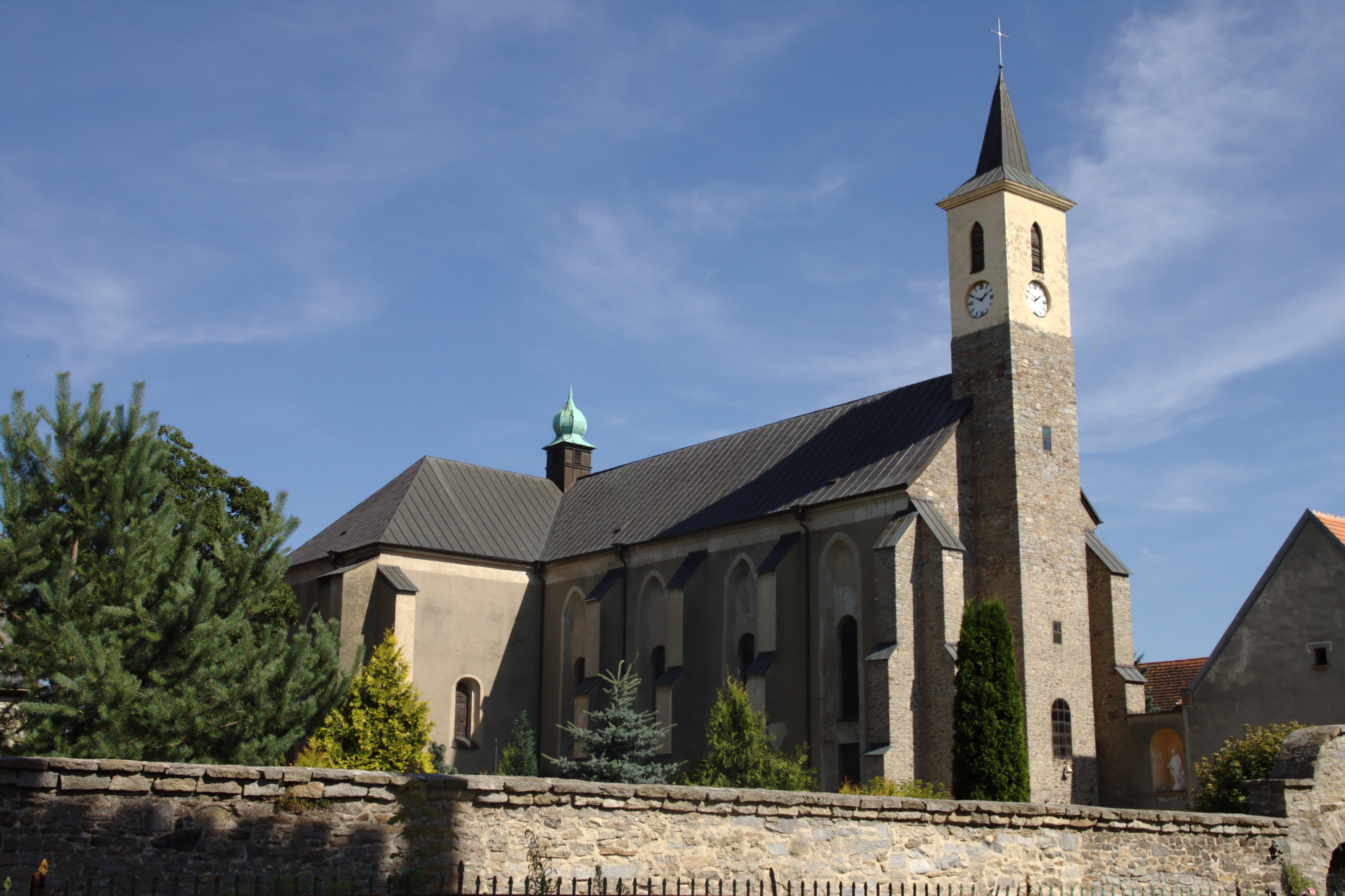
Kreuzerhöhungskirche mit Turm

Die Kreuzerhöhungskirche (polnisch Kościół Podwyższenia Krzyża Świętego) ist eine römisch-katholische Kirche in Strzelin (deutsch: Strehlen) im Powiat Strzeliński der Woiwodschaft Niederschlesien in Polen. Das Gotteshaus gehört zum Erzbistum Breslau und liegt an der ul. Świętego Floriana. Sie ist zugleich Pfarrkirche der Pfarrei Heilig Kreuz (Parafia Podwyższenia Krzyża Świętego) in Strzelin.

## Geschichte

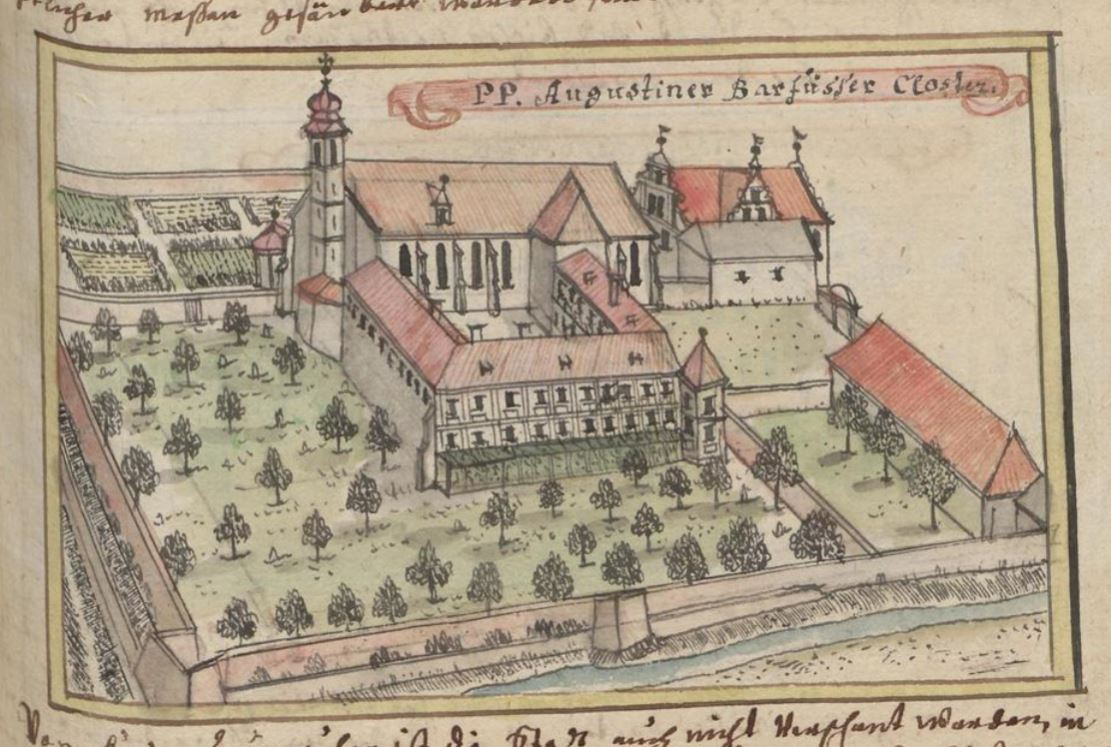
Kirche und Klostergebäude im 18. Jahrhundert

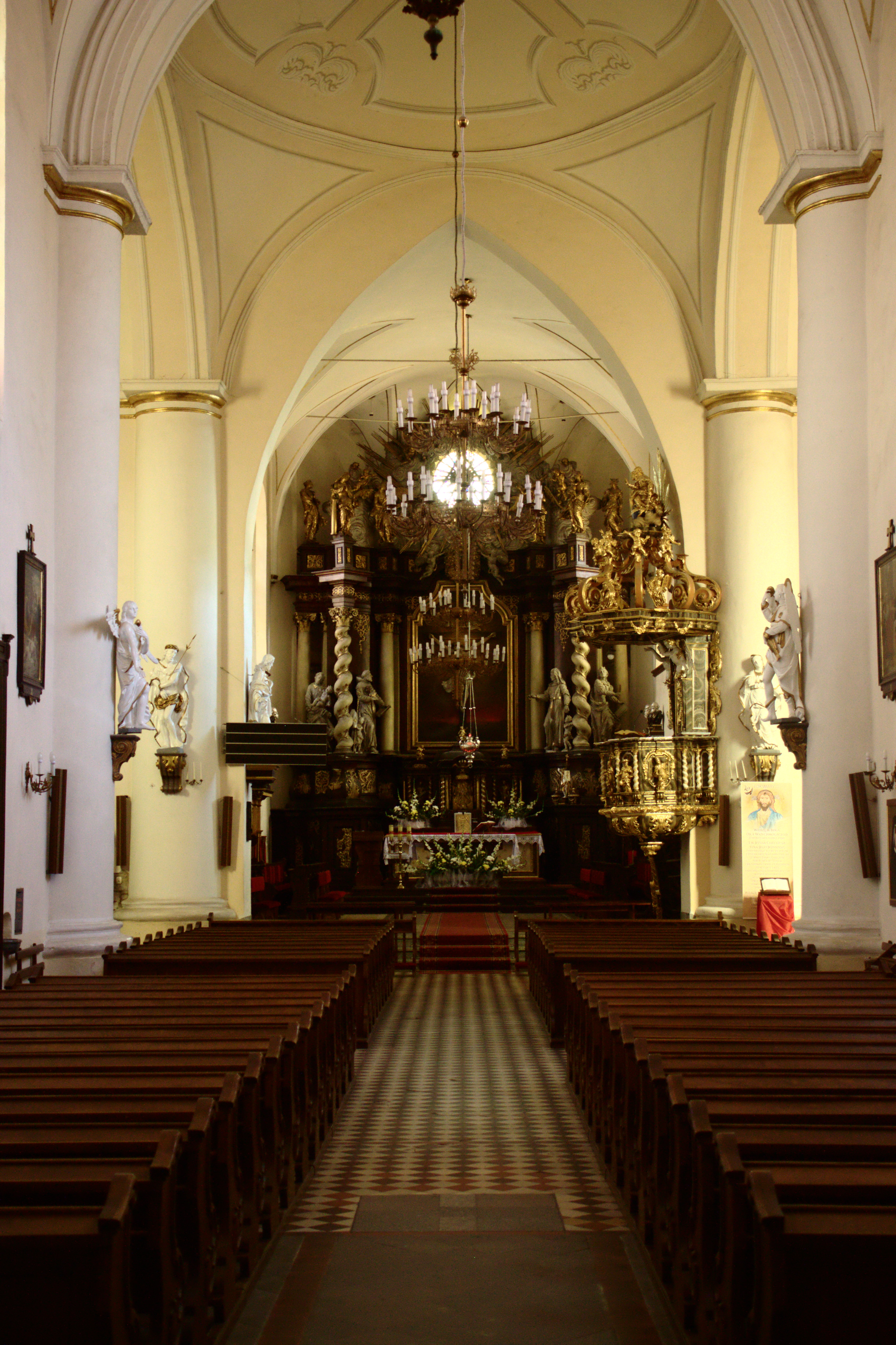
Innenansicht mit Hauptaltar

Der Kirchenbau mit Kloster war eine Stiftung des Schweidnitzer Herzogs Bolko I. aus dem Jahr 1295. 1540 wurde das Kloster infolge der Reformation aufgehoben und die Gebäude als Speicher genutzt. 1548 und 1648 brannten die Klostergebäude und die Kirche nieder und wurden danach wieder aufgebaut. Nach dem Tod des Brieger Herzogs Wilhelm I. und der dadurch einsetzenden Gegenreformation ging die Kirche in den Besitz der Augustinereremiten über und wurde ab 1689 wieder als Gotteshaus genutzt. Zwischen 1689 und 1707 wurde der Kirchenbau im Barockstil wieder aufgebaut. Nach der Säkularisation diente die Kirche ab 1810 als Militärlazarett. Seit 1848 ist sie wieder Pfarrkirche der örtlichen Pfarrei. 
Während der Kämpfe um Strzelin im Frühjahr 1945 wurde die Kirche zum Teil zerstört. Bis 1956 erfolgte der Wiederaufbau des Gotteshauses, das seither unter Denkmalschutz steht.

## Architektur
Der Kirchenbau entstand auf kreuzförmigem Grundriss im Stil der Gotik. An der Ostseite befindet sich der dreiseitig geschlossene Chor mit Strebepfeilern. Südlich angrenzend zum Chor liegt die Sakristei mit Stichkappentonne und einem Joch mit böhmischer Kappe. An der Westseite liegt der in das Gebäude eingezogene Glockenturm mit Vorhalle. Das Kegeldach wurde 1956 errichtet. Über der Vierung befindet sich ein Dachreiter mit Zwiebelturm und Laterne. An der südlichen Querschiffswand befindet sich ein gotisches steinernes Spitzbogenportal. 
Der Hochaltar mit barockem Kruzifix entstand 1717. Die Seitenaltäre St. Joseph und Schmerzhafte Muttergottes wurden 1720 errichtet. Die Kanzel und das barocke Chorgestühl wurden im 18. Jahrhundert geschaffen.

## Klosteranlage

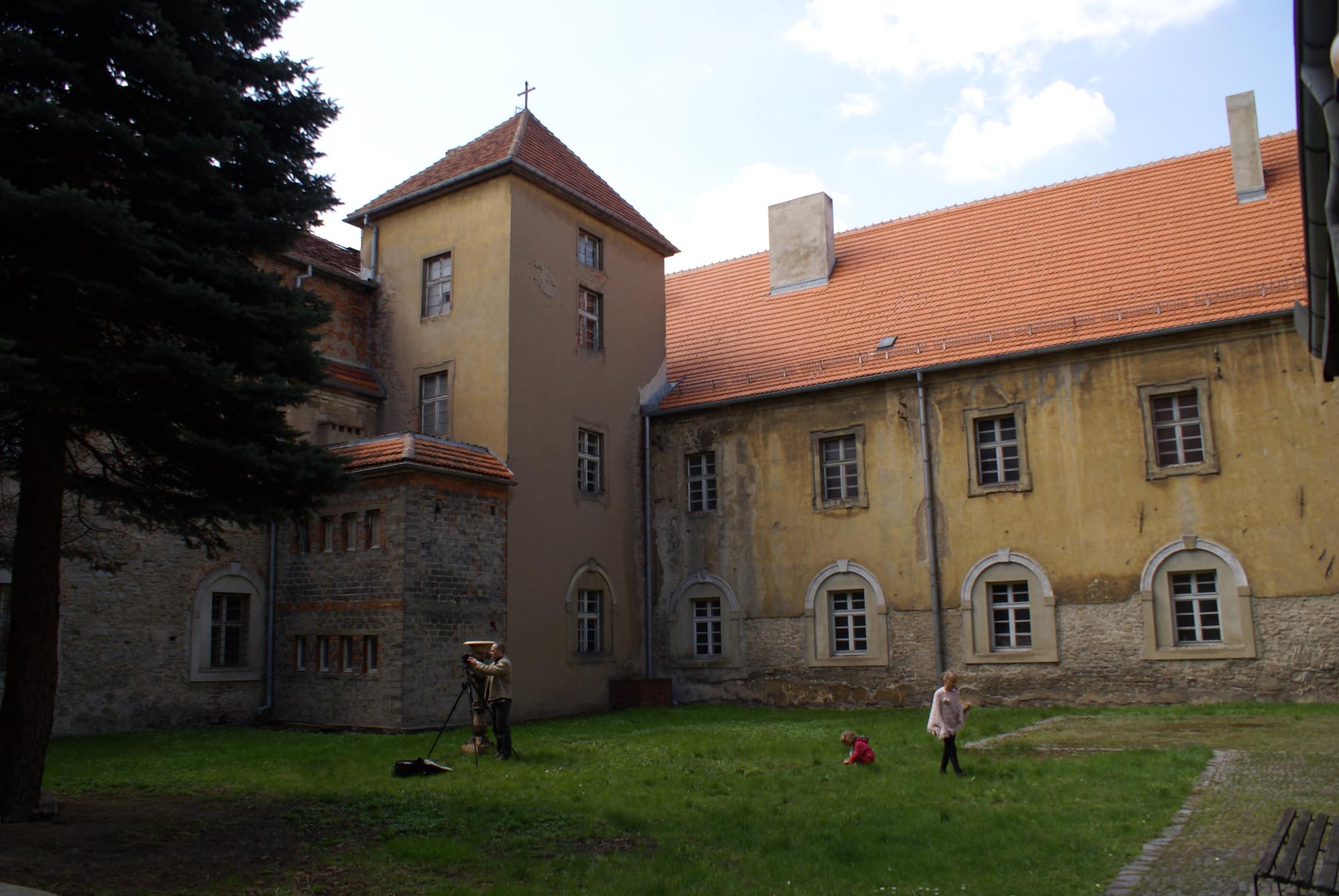
Klostergebäude

Südlich der Kirche befinden sich die zweigeschossigen Klostergebäude. Die dreiflügelige Klosteranlage, die zwischen 1689 und 1707 im barocken Stil entstand, besitzt einen Innenhof.